# René (canción)
«René» es el primer sencillo del segundo álbum La Letras Ya No Importan del cantante puertorriqueño Residente. El vídeo del sencillo fue estrenado el 27 de febrero de 2020, el cual fue grabado y dirigido por Residente en su pueblo natal de Trujillo Alto.

## Contexto y Creación
La canción fue escrita por Residente en un momento de crisis personal. Según el propio artista, "René" refleja uno de los periodos más oscuros de su vida, donde consideró la idea del suicidio. En varias entrevistas, Residente ha mencionado que la música fue una forma de terapia para él, y "René" es el resultado de ese proceso de sanación. El título de la canción hace referencia a su propio nombre, sugiriendo un viaje hacia su interior y su esencia más pura.

### Letra y Temas
"René" es una balada rap que fusiona el hip-hop con elementos de la música latinoamericana. La letra de la canción es altamente autobiográfica, y en ella, Residente reflexiona sobre su infancia, su familia, y la vida en su natal Trujillo Alto, Puerto Rico.
El tema aborda la fama y sus consecuencias, el sentimiento de soledad a pesar del éxito, y las luchas internas que ha enfrentado a lo largo de su vida. A lo largo de la canción, Residente hace referencia a su madre, su hermano, y a figuras importantes de su vida, mostrando una vulnerabilidad inusual para un artista del género. La canción termina con un tono de esperanza, donde Residente expresa su deseo de reencontrarse con la simplicidad y la felicidad de su niñez.

## Videoclip
El video musical de "René", dirigido por el propio Residente, se lanzó simultáneamente con la canción. El video, filmado en su ciudad natal, Trujillo Alto, muestra al artista caminando por diferentes lugares que marcaron su infancia, como el estadio de béisbol donde jugaba de niño. La narrativa visual complementa la letra de la canción, reforzando el sentido de nostalgia y el anhelo de una vida más simple.

"Esta canción me ayudó a salir de un lugar en donde no quería estar. Necesitaba volver a mi pueblo, a mi casa, a encontrarme con mis amigos, necesitaba volver a ser yo"

## Premios y nominaciones
Premios Grammy Latinos
| Año  | Categoría         | Resultado | Ref.  |
| ---- | ----------------- | --------- | ----- |
| 2020 | Canción del año   | Ganador   | [ 8 ] |
| 2020 | Grabación del año | Nominado  | [ 8 ] |

## Posicionamiento en listas
| Lista               | Mejor posición | Certificación |
| ------------------- | -------------- | ------------- |
| España (PROMUSICAE) | 23             | Disco de Oro  |